# 朱利亚诺-迪罗马
朱利亚诺-迪罗马（義大利語：Giuliano di Roma），是意大利弗罗西诺内省的一个市镇。总面积33.98平方公里，人口2361人，人口密度69.5人/平方公里（2009年）。ISTAT代码为060041。